# Rallus madagascariensis
Il porciglione del Madagascar (Rallus madagascariensis J. Verreaux, 1833) è un uccello della famiglia dei Rallidi endemico dell'isola omonima.

## Descrizione
Il porciglione del Madagascar è un rallide di medie dimensioni (25 cm), dalla colorazione abbastanza uniforme. Il piumaggio è prevalentemente marrone, con alcune striature sulle regioni superiori e sulla parte alta del petto, ma la faccia è grigiastra e la gola e il sottocoda sono bianchi. Il becco è rosso e le zampe scure.

## Distribuzione e habitat
Vive in alcune zone del Madagascar orientale, ove non è molto diffuso. La sua popolazione totale viene stimata sui 2500-10.000 esemplari.
Abita le fitte zone di vegetazione acquatica delle paludi, le aree boschive umide e i margini dei fiumi, dal livello del mare fino a 1800 m di altitudine, ma si incontra prevalentemente a quote elevate. Predilige le aree con vegetazione dominata da alte erbe, canne e carici.

## Biologia
Sulla base alle poche notizie che abbiamo, sembra che il porciglione del Madagascar sia una specie stanziale. È una creatura riservata, che viene avvistata perlopiù da sola o in coppie. Nidifica tra agosto e ottobre. Si nutre prevalentemente di invertebrati che raccoglie sul terreno fangoso.

## Conservazione
La principale minaccia per questa specie è la distruzione dell'habitat: le paludi in cui vive, infatti, vengono prosciugate per fare spazio a terreni agricoli e le foreste vengono abbattute per il legname.